# Dyras
Dyras är en sjö i Arvidsjaurs kommun i Lappland och ingår i Byskeälvens huvudavrinningsområde. Sjön har en area på 0,528 kvadratkilometer och ligger 391 meter över havet. Dyras ligger i Byskeälven Natura 2000-område. Sjön avvattnas av vattendraget Dyrasbäcken.

## Delavrinningsområde
Dyras ingår i det delavrinningsområde (729163-165355) som SMHI kallar för Utloppet av Dyras. Medelhöjden är 458 meter över havet och ytan är 12,44 kvadratkilometer. Det finns inga avrinningsområden uppströms utan avrinningsområdet är högsta punkten. Dyrasbäcken som avvattnar avrinningsområdet har biflödesordning 4, vilket innebär att vattnet flödar genom totalt 4 vattendrag innan det når havet efter 159 kilometer. Avrinningsområdet består mestadels av skog (81 procent) och sankmarker (15 procent). Avrinningsområdet har 0,53 kvadratkilometer vattenytor vilket ger det en sjöprocent på 4,2 procent.